# 岡本靖正
岡本 靖正（おかもと やすまさ、1937年2月12日 - ）は、日本の英文学者、東京学芸大学名誉教授。シェイクスピア、批評理論が専門。

## 来歴
北海道生まれ。1962年東京教育大学大学院文学研究科修士課程修了。福原麟太郎に師事。共立女子大学講師、助教授、東京教育大学助教授、1976年東京学芸大学教育学部助教授、教授、学長、2001年定年退官、名誉教授。
2012年11月瑞宝中綬章受章。

## 著書
- 文学形式の諸相 文学の時間形式・小説の叙法・ヒューマー 英潮社出版 1975 (英語文学世界叢書)
- シェイクスピアの読者と観客 テクストと上演 鳳書房 2005.6

## 共編
- 小説の語り 山形和美,岩元巌 朝日出版社 1974
- 小説の時間 岩元巌,山形和美 朝日出版社 1975
- 小説の空間 岩元巌,山形和美 朝日出版社 1976
- 最新文学批評用語辞典 川口喬一 研究社出版 1998.8

## 翻訳
- 冬の夜語り シェイクスピア（福原麟太郎共訳） 世界古典文学全集 第46巻 筑摩書房 1966
- 批評の方法 10 エンプソンの方法 スタンレー・ハイマン 大修館書店 1974
- 終りの意識 虚構理論の研究 フランク・カーモード 国文社 1991.4